# Meredith Brooks
Meredith Ann Brooks, född 12 juni 1958, är en amerikansk singer/songwriter och gitarrist. Hon är mest känd för hitlåten "Bitch" från 1997, vilken nominerades till en Grammy Award.

## Biografi

### Uppväxt
Meredith Brooks föddes 1958 i Corvallis, Oregon, USA. Hennes föräldrar skiljdes tidigt, och hon och hennes bror uppfostrades av modern. När hon var elva år gammal började hon spela gitarr och under gymnasietiden prioriterade hon musiken framför studier. Tidigt under 1980-talet flyttade hon till Los Angeles för att satsa på musiken och där spelade hon in en skiva med The Graces och även materialet till hennes egen skiva See It Through My Eyes.

### Genombrott
1995 skrev Brook på ett stort skivkontrakt med Capitol Records. Hon var nästan 39 år gammal då hennes första hit "Bitch" släpptes 1997. Det blev en enorm succé och skivan Blurring the Edges sålde både platina och tog sig upp till 22:a plats på Billboard. Hon nominerades till en Grammy Award för Bästa kvinnliga rock. Hon turnerade i USA och Europa under 1997 och 1998. Det var dock ingen mer låt eller album som nådde lika stora framgångar.

### Efter 1998
Efter framgångarna med albumet Blurring the Edges har Brooks släppt sex album. Ingen av dessa har dock nått samma framgångar. Hon har dock turnerat flitigt och även producerat musik, bland annat Jennifer Love Hewitts album. Hennes låt "Shine" är även temat för Dr. Phils show.

## Diskografi
Studioalbum
- 1986 – Meredith Brooks
- 1997 – Blurring the Edges
- 1997 – See It Through My Eyes
- 1999 – Deconstruction
- 2002 – Bad Bad One
- 2004 – Shine
- 2007 – If I Could Be...

Singlar (urval)
- 1997 – "Bitch" (US #2, UK #6)[4][5]
- 1997 – "I Need" (UK #28)
- 1998 – "What Would Happen" (US #46, UK #49)